# تاکاهاشی شیگه‌تانه
تاکاهاشی شیگه‌تانه ((به ژاپنی: 高橋 紹運 Takahashi Shigetane); ۱ ژانویهٔ ۱۵۴۸ – ۱۰ سپتامبر ۱۵۸۶) سامورایی و ملازم خاندان اوتومو اهل ژاپن بود. او پدر بیولوژیکی تاچیبانا مونه‌شیگه بود.